# Thyreoiditis
Thyreoiditis (Schilddrüsenentzündung, auch Thyroiditis) ist der Fachbegriff für eine Entzündung der Schilddrüse. Der Begriff umfasst mehrere Erkrankungen verschiedener Ursache, die sich in ihrem klinischen Verlauf und der Prognose teilweise stark unterscheiden.

## Einteilung
Die Schilddrüsenerkrankungen können auf unterschiedliche Art und Weise eingeteilt werden. Eine häufige Einteilung ist die nach dem Krankheitsverlauf: Es können akute, subakute und chronische Schilddrüsenentzündungen unterschieden werden. Darüber hinaus sind Einteilungen nach dem Schmerzcharakter (schmerzlose und schmerzhafte Schilddrüsenentzündungen) sowie nach der Ursache üblich.
| Einteilungen der Thyreoiditiden        | Einteilungen der Thyreoiditiden        | Einteilungen der Thyreoiditiden     |
| -------------------------------------- | -------------------------------------- | ----------------------------------- |
| Einteilung nach zeitlichem Verlauf     | klinische Einteilung                   | Einteilung nach der Ursache         |
| Akute Thyreoiditiden                   | Schmerzhafte Thyreoiditiden            | Immunologische Genese               |
| akute eitrige Thyreoiditis             | subakute granulomatöse Thyreoiditis    | Hashimoto-Thyreoiditis              |
| iatrogene Thyreoiditiden               | akute eitrige Thyreoiditis             | Subakute lymphozytäre Thyreoditiden |
| subakute Thyreoiditiden                | iatrogene Thyreoiditiden               | Riedel-Thyreoiditis                 |
| subakute granulomatöse Thyreoiditis    | Schmerzlose Thyreoiditiden             | Erregerbedingte Thyreoiditiden      |
| Subakute lymphozytäre Thyreoditiden    | Hashimoto-Thyreoiditis                 | akute eitrige Thyreoiditis          |
| Medikamenten-induzierte Thyreoiditiden | Subakute lymphozytäre Thyreoditiden    | subakute granulomatöse Thyreoiditis |
| Chronische Thyreoiditiden              | Medikamenten-induzierte Thyreoiditiden | Iatrogene Thyreoiditiden            |
| Hashimoto-Thyreoiditis                 | Riedel-Thyreoiditis                    | andere Ursachen                     |
| Riedel-Thyreoiditis                    |                                        |                                     |

## Akute Thyreoiditis
Eine akute Thyreoiditis kann verschiedene Ursachen haben.
Infektiöse Thyreoiditis
Bei einer infektiösen Thyreoiditis kommt es zu einer Infektion durch Bakterien, Pilze und Parasiten. Bei Infektion durch Bakterien, der häufigsten Form der infektiösen Thyreoiditis, kommt es innerhalb weniger Tage zu einer schmerzhaften eitrigen Schilddrüsenentzündung mit ausgeprägtem Krankheitsgefühl, bei der sich Abszesse in der Schilddrüse bilden können. Sie wird auch als akute eitrige Thyreoiditis bezeichnet. Mit einem Anteil von unter 1 % an den Schilddrüsenerkrankungen ist die akute eitrige Thyreoiditis eine seltene Erkrankung.
Iatrogene Thyreoiditis
Die iatrogene Thyreoiditis ist eine durch medizinische Maßnahmen hervorgerufene Thyreoiditis. Eine akute iatrogene Thyreoiditis kann nach einer Feinnadelaspiration, nach Radiojodtherapie, nach Strahlentherapie und nach operativen Eingriffen der die Schilddrüse umgebenden Organe auftreten.
Die akute iatrogene Thyreoiditis nach Radiojodtherapie oder nach Strahlentherapie wird auch als Strahlenthyreoiditis bezeichnet.
Paraneoplastische Thyreoiditis
Infolge von Tumoren und Metastasen der Schilddrüse (perineoplastisch) kann ebenfalls eine akute Entzündung im Schilddrüsengewebe entstehen.

## Subakute Thyreoiditis
Die subakute Thyreoiditis wurde erstmals 1904 von Fritz de Quervain beschrieben. Ihre Ursache ist bis heute noch ungeklärt, vermutet wird eine vorausgehende Virusinfektion. Bei dieser Erkrankung bilden sich im Gewebe „Riesenzellen“, was ihr deshalb auch den Namen Riesenzellenthyreoditis einbrachte. Symptom ist vor allem der bis ins Ohr, den Ober- und Unterkiefer ausstrahlende Schmerz. Die Schmerzen im Halsbereich wechseln häufig von einer Seite auf die andere. Zusätzlich leiden die Patienten an allgemeinem Krankheitsgefühl, Fieber, Abgeschlagenheit und Leistungsschwäche, wie bei einem schweren viralen Infekt. Dabei geht der subakuten Thyreoiditis meist mit einem Abstand von einigen Wochen ein Atemwegsinfekt voraus. Durch die Entzündung kommt es zu einer Schädigung der Thyreozyten. Als Folge werden die Schilddrüsenhormonspeicher ins Blut entleert. Im Blut steigt die Konzentration des Schilddrüsenhormons deutlich an. Beschwerden im Sinne einer Hyperthyreose sind die Folge. Nach dieser Phase folgt eine Hypothyreose, da das beschädigte Schilddrüsengewebe nicht mehr in der Lage ist, neue Schilddrüsenhormone zu produzieren. Die Erkrankung dauert meist 1 bis 4 Monate, selten auch bis zu 6 Monate. Durch eine entsprechende Therapie können die Symptome schnell abgemildert werden. Während eine ursachenspezifische Therapie nicht bekannt ist, sind die Symptome durch Gabe von Salicylsäure oder Diclofenac bei einer leichten bzw. von Glukokortikoiden bei einer schweren Thyreoiditis angehbar. Der Versuch der Behandlung der hormonellen Überfunktion mittels Thyreostatika ist wirkungslos. Nach Ausheilung behält die Schilddrüse in der Regel ihre normale Funktion. Manchmal entwickelt sich eine Unterfunktion, die durch die Gabe von Schilddrüsenhormon (L-Thyroxin) behandelt werden kann.

## Chronische Thyreoiditis
Die chronische Thyreoiditis ist eine über Jahre hinweg verlaufende, schmerzlose Erkrankung, die das Gewebe ganz oder teilweise zerstört. Ursachen hierfür sind ein Gendefekt (mit familiärer Häufung) und eine Autoimmunerkrankung. Sämtliche Symptome treten langsam und schleichend auf. Daher wird die Erkrankung auch meist eher zufällig entdeckt. Die Therapie wird individuell auf den Patienten und den Krankheitsverlauf abgestimmt. Als Folge der Erkrankung bleibt eine endokrin funktionsuntüchtige Schilddrüse zurück. Daher ist eine lebenslange Substitution (Ersatzgabe) von Schilddrüsenhormonen notwendig.

### Hashimoto-Thyreoiditis
Die Hashimoto-Thyreoiditis oder auch Struma lymphomatosa Hashimoto ist eine mit den Jahren zunehmende fokale oder diffuse lymphozytäre und plasmazelluläre Infiltration der Schilddrüse unter Ausbildung von Lymphfollikeln und Keimzentren, welche mittels Punktionszytologie nachgewiesen werden können. Es kommt zur Fibrosierung bis hin zum Verschwinden des Schilddrüsenparenchyms unter gleichzeitiger Ausbildung einer derben Struma ohne Knoten. Diese Erkrankung tritt sehr häufig in Verbindung mit anderen Autoimmunkrankheiten auf (z. B. Myasthenie, perniziöse Anämie, atrophische Gastritis).
Die Hashimoto-Thyreoiditis nimmt einen klinisch unauffälligen Verlauf mit einer mehr oder minder ausgeprägten Hypothyreose, eventuell Lymphozytose und Immunglobulinvermehrung. Im akuten Schub kann auch eine hyperthyreote Stoffwechsellage auftreten („Hashi-Toxikose“). Die Schilddrüsenantikörper TPO-AK und TG-AK sind initial erhöht. Therapiert wird in erster Linie durch Substitution mit Schilddrüsenhormonen. Struma anderer Ursache muss ausgeschlossen werden, insbesondere die Struma maligna (Schilddrüsenkrebs).

### Basedow-Thyreoiditis
Die Basedow-Thyreoiditis oder auch Morbus Basedow ist eine Autoimmunthyreoiditis mit klinischen Zeichen der Hyperthyreose bei unterschiedlich ausgeprägter Struma diffusa parenchymatosa, häufig in Kombination mit endokriner Orbitopathie und Tachykardie (sog. Merseburger Trias). Der Morbus Basedow neigt bei chronischem Verlauf zu Spontanremissionen und häufigen Rezidiven. Eine Assoziation mit anderen Autoimmunkrankheiten ist möglich (z. B. Vitiligo, rheumatoide Arthritis, Enteritis regionalis Crohn, Diabetes mellitus Typ 1).
Der Schilddrüsenantikörper TRAK ist nachweisbar, bei 60–80 % der unbehandelten Patienten ist oft auch TPO-AK und TGAK nachweisbar. Morbus Basedow kann mit Hilfe von Thyreostatika behandelt werden, bei Rezidivhyperthyreosen ggf. ablative Therapie. Die Übergänge zwischen den einzelnen Immunthyreopathien sind zum Teil fließend.

### Postpartum-Thyreoiditis
Die Postpartum-Thyreoiditis ist eine Autoimmunthyreoiditis bei Frauen im ersten Jahr nach der Entbindung mit oft subklinischer Hypo- oder Hyperthyreose und meist spontaner Remission. Gelegentlich kommt es zu einem Übergang in einen Morbus Basedow oder eine Hashimoto-Thyreoiditis.

### Invasiv-sklerosierende Thyreoiditis
Bei der invasiv-sklerosierenden Thyreoiditis oder Riedel-Struma geht die Fibrosierung der Schilddrüse über das Organ hinaus und schließt das umliegende Gewebe und Muskeln mit ein (perithyroidale Thyreoiditis).

## Spezifische Thyreoiditis
Spezifische Thyreoiditiden treten beispielsweise bei Tuberkulose oder Sarkoidose auf.